# Marie ze Schwarzenbergu
Marie ze Schwarzenbergu (německy Maria von Schwarzenberg, 15. září 1572 – 5. prosince 1622, Augsburg) byla německá šlechtična z hohenlandsberské linie bavorských Schwarzenbergů a sňatkem hraběnka z Fugger-Glott z rodové linie "von der Lilie".

## Život

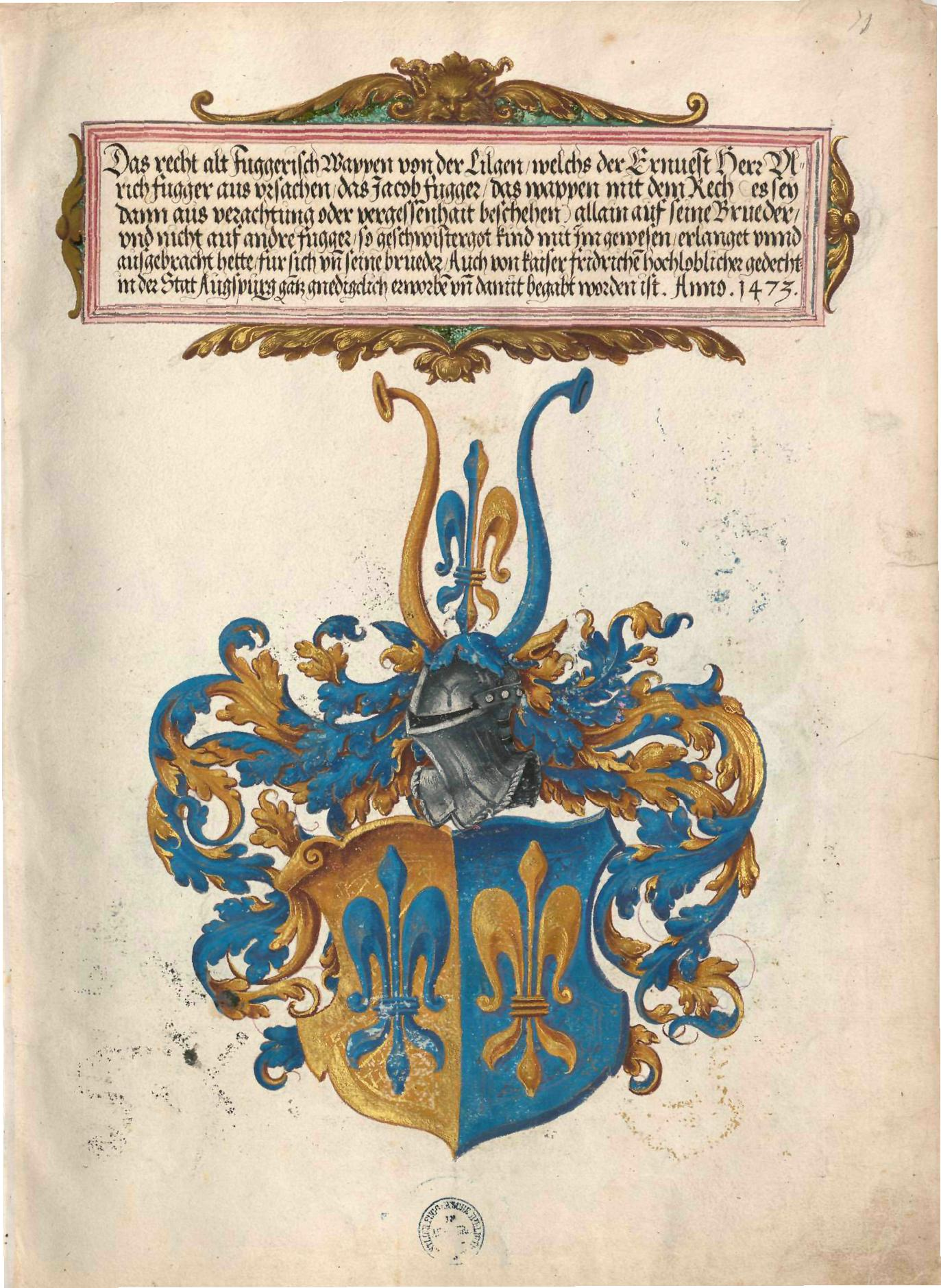
Erb Fuggerů z Lilie (1545/1549)

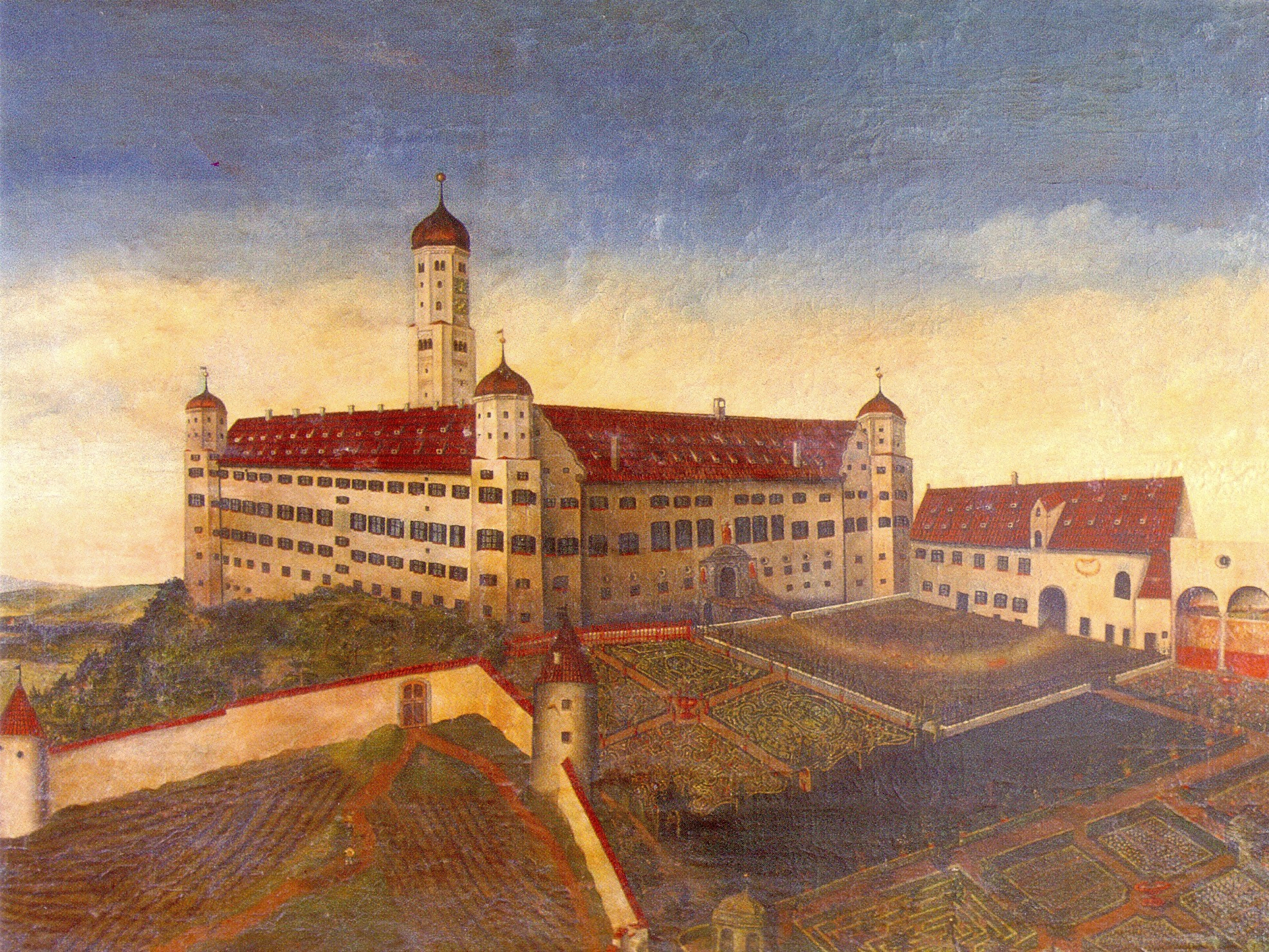
Palác Fuggerů v Kirchheimu ve Švábsku, 17. století

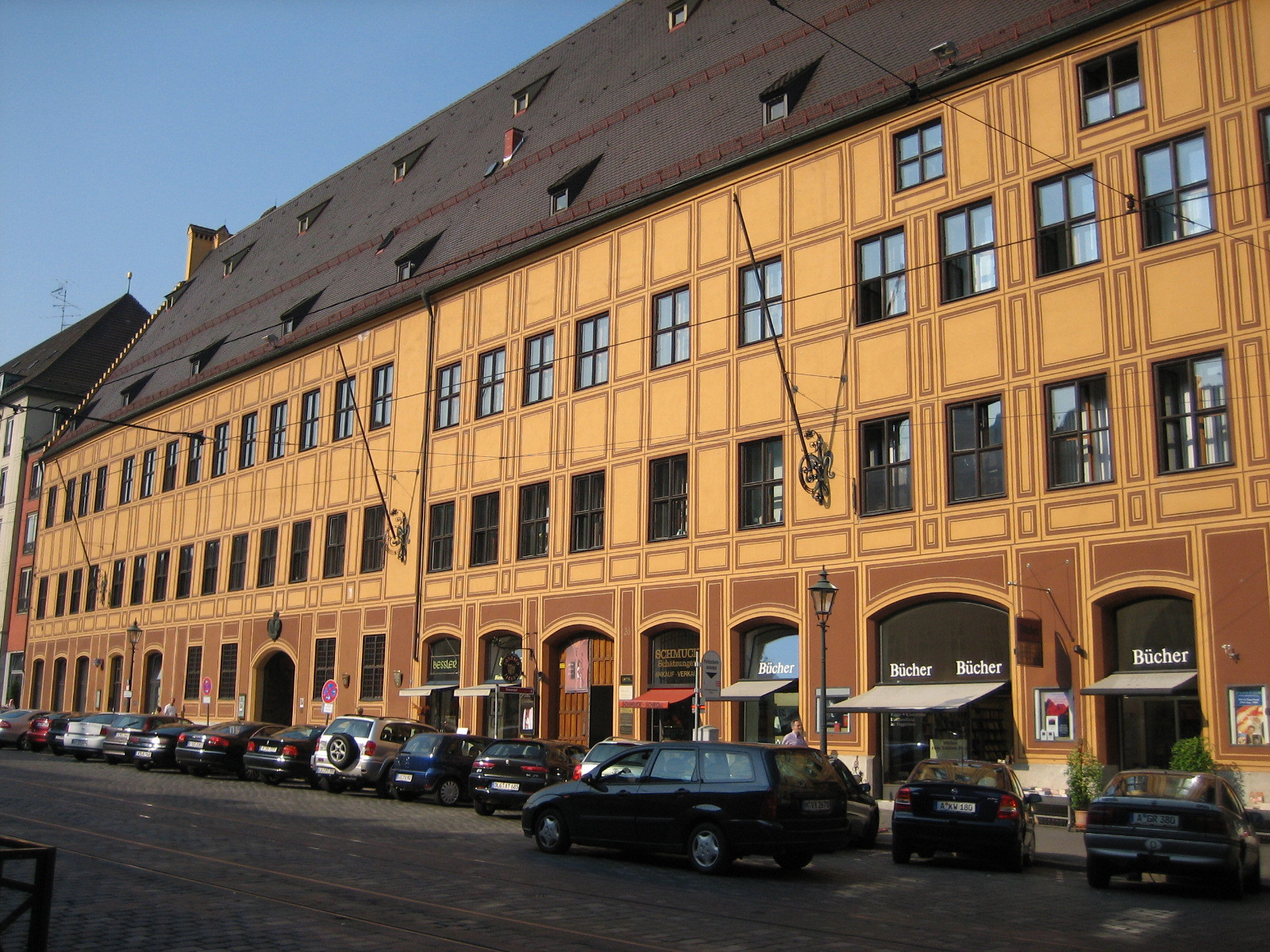
Městský palác Fuggerů v Augsburgu

Byla jedinou dcerou hraběte Otty Jindřicha ze Schwarzenberg-Hohenlandsbergu (1535 – 1590 v Mnichově) a jeho druhé manželky Kateřiny z Frundsbergu (1530–1582), vdovy po Jindřichovi z Waldburg-Wolfegg-Zeilu (1527–1562), dcery Kašpara z Frundsberg-Mindelheimu (1501–1536) a Markéty z Firmianu († 1548). Jejím dědečkem byl svobodný pán Kryštof I. ze Schwarzenberg-Hohenlandsbergu (1488–1538) a jeho druhá manželka Scholastika Nothaftová z Wernbergu (1509–1589).
Marie ze Schwarzenbergu zemřela 5. prosince 1622 ve věku 50 let v Augsburgu, sedm let po svém manželovi Kryštofu Fuggerovi.

## Rodina
Marie ze Schwarzenbergu se 11. března 1589 v Augsburgu provdala za Kryštofa Fuggera z Kirchberg-Weissenhornu (11. listopadu 1566 – 29. prosince 1615), syna svobodného pána Hanse Fuggera z Kirchberg-Weissenhornu (1531–1598, Weissenhorn) a jeho manželky svobodné paní Alžběty z Nothaft-Weissensteinu († 1582).  Manželé měli 4 děti:   
- Jan Arnošt Fugger (24. července 1590, Stettenfels – 1639) 20. února 1612 se v Mörzbergu oženil s Markétou z Bollweileru († 23. dubna 1658). Měli 10 dětí.
- Otto Jindřich Fugger (12. ledna 1592 – 12. října 1644), hrabě z Kirchberg-Weissenhornu, ženatý poprvé od roku 1612 s Annou Marshallovou z Pappenheimu († 1616), podruhé od roku 1618 se svobodnou paní Marií Alžbětou z Waldburgu († 1660). Měli 16 dětí.
- Konrád Fugger (1597–1598)
- Marie Fuggerová (17. dubna 1594 – 22./27. března 1635), provdaná poprvé 18. října 1615 v Merseburgu za hraběte Jeronýma Fuggera z Kirchberg-Weissenhornu (1584 – 1633), podruhé od roku 1634 za Pavla ze Spaur-Flavonu